# Dykning
Dykning er en aktivitet, som foregår under vandet og kan foretages af personer iført særligt udstyr (dykkere), personer uden udstyr (fridykkere fx perlefiskere), undervandsbåde og dykkerklokker til militært og videnskabeligt brug.

## Forskellige former for dykningshjælpemidler
- SCUBA (ilt med kvælstof eller helium. SCUBA står for: Self Contained Underwater Breathing Apparatus)
- CCUBA (CCUBA (CCBA): Close Circuit Underwater Breathing Apparatus)
- Lungeautomat
- Snorkel
- Dykkermaske
- Svømmefødder
- Afbalanceringsvest
- Våddragt
- Tørdragt
- Vægtbælte
- Dykkertabel
- Dykkercomputer
- Nitrox
- Dykkerklokke
- Undervandsbåd
- Dykkerhjelm